# Inamuragasaki
Inamuragasaki (稲村ケ崎) est un cap au Japon situé à Kamakura, dans la préfecture de Kanagawa.
Localisé à l'extrémité ouest de la plage d'Yuigahama (en), le cap sépare cette plage de celle de Shichirigahama (en) et est en vue de l'île d'Eno-shima.
Son nom semble provenir de sa forme, semblable à une pile de riz au moment de la récolte (稲叢, inamura). Du côté de Shichirigahama se trouve un parc du même nom, le parc d'Inamuragasaki (稲村ケ崎海浜公園, Inamuragasaki kaihin kōen).
L'ancienne route Tōkaidō passait le long de la mer au sud de ce cap avant de se diriger vers la péninsule de Miura. Avant l'ouverture du col de Gokuraku, Inamuragasaki était le point d'entrée traditionnel de Kamakura à l'époque du shogunat de Kamakura. Le cap était autrefois impraticable par voie terrestre et était donc l'une des défenses naturelles qui faisaient de Kamakura une forteresse imprenable.